# Carmen Luvana
|honlap =www.clubcarmen.com
Carmen Luvana (Brooklyn, New York, 1981. augusztus 23. –) amerikai pornószínésznő, később színésznő.
New York Brooklyn negyedében született. 5 éves korában családjával Puerto Rico-ba költöztek. 18 éves korában Miamiba (Florida) ment és sztriptíztáncosként dolgozott South Beach Miamiban.

## Válogatott filmográfia
| - Fantasy All-Stars 4 (2007) (V) - American Heroes (2007) (V) - Carmen & Ava (2007) (V) - Carmen Inked (2007) (V) - The Contractor 2 (2007) (V) - Leztravaganza! (2007) (V) - A Slice of Pie (2007) (V) - Shoot (2006) - Fantasy All-Stars 2 (2006) (V) - 3-Way Divas (2006) (V) - Ass Candy (2006) (V) | - Carmen & Austyn (2006) (V) - Carmen's Dirty Secrets (2006) (V) - Coffee & Cream (2006) (V) - Decades (2006) (V) - Fantasy All-Stars 3 (2006) (V) - Flesh Gallery (2006) (V) - Flight 69 (2006) (V) - Girl 2 Girl (2006) (V) - Girl Gasms 3 (2006) (V) - Group Sex 5 (2006) (V) - Jane Blond DD7 (2006) (V) |

## Díjai
- 2002 XRCO
- 2003 XRCO
- 2006 F.A.M.E.